# Assaone
Nella mitologia greca, Assaone era il nome del padre di Niobe.

## Il mito
Secondo una tradizione minore Niobe era sposata con Filotto, una volta che questi morì Assaone si fece prendere dal desiderio e cercò di possedere la figlia, lei rifiutò tale unione e suo padre giurò vendetta. Chiese ai figli di lei, i suoi nipoti, di cenare a casa sua ma una volta giunti da lui Assaone li uccise con il fuoco. Niobe venendo a conoscenza del misfatto si uccise e dopo di lei si uccise anche suo padre.
Tutto nacque per colpa di Niobe che offese Latona, quello che accadde fu il modo di vendicarsi della dea.

### Fonti
- Partenio, Erotikà pathemata

### Moderna
- Angela Cerinotti, Miti greci e di roma antica, Prato, Giunti, 2005, ISBN 88-09-04194-1.
- Anna Ferrari, Dizionario di mitologia, Litopres, UTET, 2006, ISBN 88-02-07481-X.
- Anna Maria Carassiti, Dizionario di mitologia classica, Roma, Newton, 2005, ISBN 88-8289-539-4.
- Pierre Grimal, La mitologia greca, Roma, Newton, 2006, ISBN 88-541-0577-5.